# 8 de julio
El 8 de julio es el 189.º (centésimo octogésimo noveno) día del año en el calendario gregoriano y el 190.º en los años bisiestos. Quedan 176 días para finalizar el año.

## Acontecimientos
- 1099: en Palestina, unos 15 000 soldados cristianos hambrientos comienzan el asedio de Jerusalén marchando en una procesión religiosa alrededor de la ciudad mientras los defensores musulmanes observan.
- 1167: 75 km al noroeste de Belgrado (en la actual Serbia), los bizantinos derrotan decisivamente al ejército húngaro en la batalla de Sirmio, obligando a los húngaros a pedir la paz.
- 1283: en la isla de Malta, Roger de Lauria, al mando de la flota aragonesa, derrota en la Batalla de Malta a una flota angevina de la Casa Capeto de Anjou, enviada para sofocar una rebelión.
- 1497: el navegante portugués Vasco da Gama y sus barcos zarpan en el primer viaje europeo directo a la India.
- 1563: en el virreinato de Nueva España (actual México), el español Francisco de Ibarra funda la aldea de Nueva Vizcaya (hoy Victoria de Durango, capital del estado de Durango).
- 1579: en la ciudad de Kazán (Tatarstán), la Iglesia Ortodoxa Rusa descubre bajo tierra el sagrado icono de Nuestra Señora de Kazán.
- 1663: en Londres (Reino Unido), Carlos II de Inglaterra concede al ministro bautista John Clarke una carta «real» para Rhode Island.
- 1680: en Cambridge (estado de Massachusetts), un tornado mata a una persona. Es la primera víctima mortal registrada en la historia de los tornados en Estados Unidos.
- 1709: 353 km al este de Kiev ―en el marco de gran guerra del Norte (1700‑1721)― los rusos (dirigidos por Pedro el Grande) derrotan a los suecos (dirigidos por Carlos XII de Suecia) en la Batalla de Poltava, lo que pone fin al Reino de Suecia como superpotencia en Europa.
- 1716: la Batalla de Dynekilen ―en el marco de gran guerra del Norte (1700‑1721)― obliga a Suecia a abandonar su invasión de Noruega.
- 1730: en Valparaíso (Chile), a las 4:45 de la madrugada, se registra un terremoto de magnitud estimada en 8,7 grados en la escala sismológica de Richter, y un tsunami que deja un saldo de 300 muertos (ver Terremoto de Valparaíso de 1730).
- 1741: en la villa de Enfield (estado de Connecticut), el reverendo Jonathan Edwards predica a su congregación su sermón más famoso, «Pecadores en las manos de un Dios airado»; una influencia para el Primer Gran Despertar.
- 1758: en la villa de Ticonderoga (estado de Nueva York), en la frontera con la actual Canadá ―en el marco de la Guerra Franco-india (1754‑1763)― el ejército francés (dirigido por Louis-Joseph de Montcalm y el Caballero de Levís) vence inesperadamente al ejército británico (dirigido por el general James Abercromby) en la batalla del fuerte Carillón.
- 1760: 528 km al noreste de Quebec (Nueva Francia, actual Canadá) las fuerzas británicas derrotan a las fuerzas francesas en la Batalla de Restigouche, la última batalla naval.
- 1775: la Petición de la Rama de Olivo es firmada por el Congreso Continental de las Trece Colonias de América del Norte.
- 1776: las campanas de la iglesia (posiblemente incluida la Campana de la Libertad) suenan después de que John Nixon pronuncia la primera lectura pública de la Declaración de Independencia de los Estados Unidos.
- 1821: en la actual provincia de Córdoba (Argentina) ―en el marco de las guerras civiles argentinas (1814-1880)― llegan las tropas de Bedoya al pueblo de Villa María en su persecución a Francisco Ramírez, donde este fue derrotado.
- 1864: en Kioto (Japón), la fuerza policial Shinsengumi combate a los Ishin Shishi del dominio Chōshū en el denominado incidente de Ikedaya, postergando la restauración Meiji.
- 1822: en Ontario (en la actual Canadá), los líderes de la etnia chippewa entregan una enorme extensión de tierra a los invasores británicos.
- 1853: la expedición naval del general estadounidense Matthew C. Perry llega a la bahía de Edo (actual Tokio) con un tratado solicitando comercio.
- 1859: el rey Carlos XV y IV accede al trono de la Suecia-Noruega.
- 1864: en la ciudad de Kioto (en el Japón) sucede el incidente de Ikedaya: el Choshu Han planificó el sabotaje del Shinsengumi en Ikedaya.
- 1874: la Real Policía Montada del Canadá comienza su Marcha hacia el Oeste.
- 1876: en el pueblo de Hamburg (estado de Carolina del Sur) ―en el marco del apartheid racista que asoló Estados Unidos hasta 1967― la masacre de los Camisas Rojas (un grupo terrorista del Partido Demócrata) termina con el asesinato de seis afroestadounidenses del Partido Republicano. Es el primero de una serie de disturbios civiles planeados y perpetrados por demócratas blancos en el distrito republicano de Edgefield, de mayoría negra, con el objetivo de suprimir los derechos civiles y el derecho al voto de los estadounidenses negros e interrumpir las reuniones de negros mediante violencia real y amenazas.
- 1879: zarpa desde San Francisco (estado de California) el velero USS Jeannette con una desafortunada expedición al polo norte.
- 1887: en Bogotá (Colombia), el gobierno de Rafael Núñez clausura por primera vez el periódico El Espectador.
- 1889: en la ciudad de Nueva York se funda el periódico financiero The Wall Street Journal.

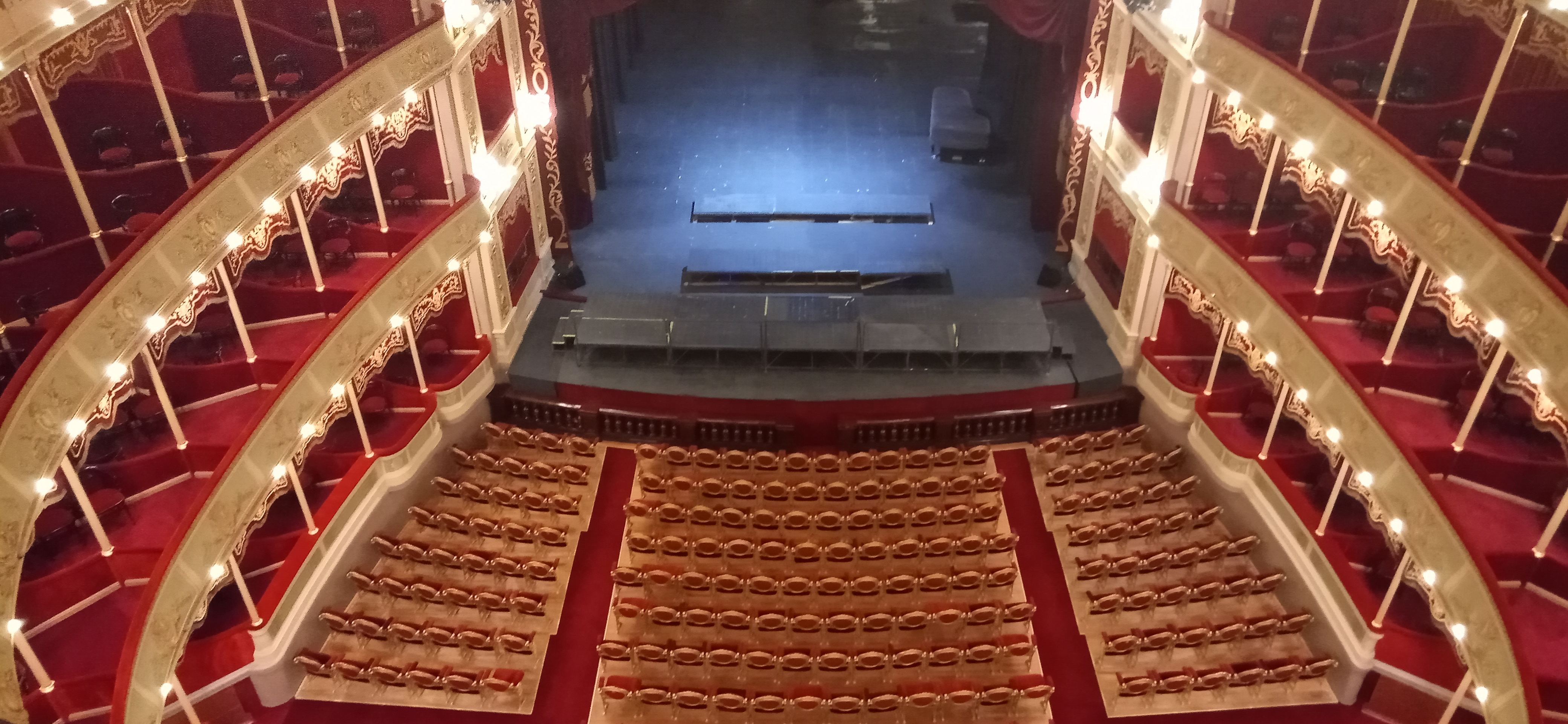
Habilitación del Teatro del Libertador General San Martín en la ciudad de Córdoba, a 700 km al noroeste de Buenos Aires (Argentina).

- 1891 en la ciudad de Córdoba (Argentina) se habilita oficialmente el Teatro del Libertador General San Martín.
- 1892: en el extremo oeste de Canadá, la villa de San Juan de Terranova es devastada por el Gran Incendio de 1892.
- 1898: en el puerto de Juneau, capital del estado de Alaska (Estados Unidos), es asesinado el jefe mafioso Soapy Smith en el tiroteo en el muelle de Juneau. Esto libera al puerto de Skagway (167 km al norte) de su control de hierro.
- 1912: en Chaves (Portugal), Henrique Mitchell de Paiva Couceiro lidera un ataque realista (promonárquico) fallido contra la Primera República Portuguesa.
- 1914: en el noroeste de México, las tropas constitucionalistas al mando de Álvaro Obregón y Manuel M. Diéguez ingresan a la ciudad de Guadalajara.
- 1916 en la ciudad de Córdoba (Argentina) se inaugura la estatua del general José de San Martín en la plaza San Martín.
- 1923: el Partido Comunista de España celebra su segundo congreso, donde se elige como secretario general a Óscar Pérez Solís.
- 1932: el Dow Jones Industrial Average alcanza su nivel más bajo de la Gran Depresión, cerrando en 41,22.
- 1933: en el Newlands Stadium de la Ciudad del Cabo se juega el primer «partido de prueba» entre los Wallabies de Australia y los Springboks de Sudáfrica.
- 1933: el vicecanciller alemán, Franz von Papen y el secretario de Estado de la Santa Sede Eugenio Pacelli (futuro Pío XII) firman el concordato entre los países que representan.
- 1937: Turquía, Irán, Irak y Afganistán firman el Tratado de Saadabad.
- 1942: en el pueblo argentino de Bragado (provincia de Buenos Aires) son liberados los «presos de Bragado», tres anarquistas (Pascual Vuotto, Reclus de Diago y Santiago Mainini) injustamente encarcelados once años antes.
- 1947: se transmiten rumores de que un ovni (objeto volador no identificado) se estrelló cerca de la base militar en Roswell (estado de Nuevo México) en lo que se conoció como el incidente ovni de Roswell.
- 1948: la Fuerza Aérea de los Estados Unidos acepta a sus primeras reclutas femeninas en un programa llamado Fuerza Aérea Femenina (WAF).
- 1950: en el departamento de Norte de Santander (en el noreste de Colombia), un terremoto destruye el municipio de Arboledas.
- 1956: en el atolón Bikini, Estados Unidos detona la bomba atómica Apache (nombre de una etnia de nativos americanos), de 1850 kilotones, la decimocuarta de las 17 de la operación Redwing.
- 1960: Francis Gary Powers es acusado de espionaje a raíz de su vuelo sobre la Unión Soviética.
- 1962: Ne Win asedia y hace estallar el edificio del sindicato de estudiantes de la Universidad de Rangún para aplastar el activismo estudiantil.
- 1965: cerca de la ciudad de 100 Mile House, 457 km al noreste de Vancouver (Canadá) el vuelo 21 de Canadian Pacific Air Lines es destruido por una bomba, matando a 52 personas.
- 1966: en Burundi (África), el rey Mwambutsa IV Bangiriceng de Burundi es depuesto por su hijo, el «príncipe» Charles Ndizi, quien adoptará el seudónimo Ntare V de Burundi.
- 1968: en la ciudad de Detroit (estado de Míchigan), los trabajadores de la empresa Chrysler comienzan la «huelga salvaje» (Movimiento Sindical Revolucionario de Dodge).
- 1970: Richard Nixon pronuncia un mensaje especial ante el Congreso en el que enuncia la autodeterminación de los nativos americanos como política oficial de los Estados Unidos para los indígenas, lo que conduce a la Ley de Autodeterminación y Asistencia Educativa para los Indios de 1975.
- 1972: en Beirut (Líbano) el Mossad israelí asesina con una bomba dentro de su coche al escritor marxista palestino Ghassan Kanafani (36) y a su sobrina Lamís (17) por haber aparecido en la misma fotografía con los terroristas responsables de la masacre del aeropuerto de Tel Aviv.
- 1980: en Lang Park (Australia) el partido inaugural del Estado de Origen de 1980 lo gana el equipo de la Liga de Rugby de Queensland, que derrota al Nueva Gales del Sur por 20 a 10.
- 1980: cerca del Aeropuerto Internacional de Almaty, en la entonces República Socialista Soviética de Kazajistán, se estrella el vuelo 4225 de Aeroflot, matando a las 166 personas a bordo.
- 1982: en Bagdad (Irak) la banda terrorista Partido Islámico Dawa perpetra un intento fallido de asesinato contra el presidente Sadam Huseín.
- 1982: en Sevilla (España), durante la Copa Mundial de Fútbol de 1982, se llevó a cabo la primera definición por penales en un mundial de fútbol masculino, siendo las protagonistas las selecciones de Alemania Federal y de Francia.

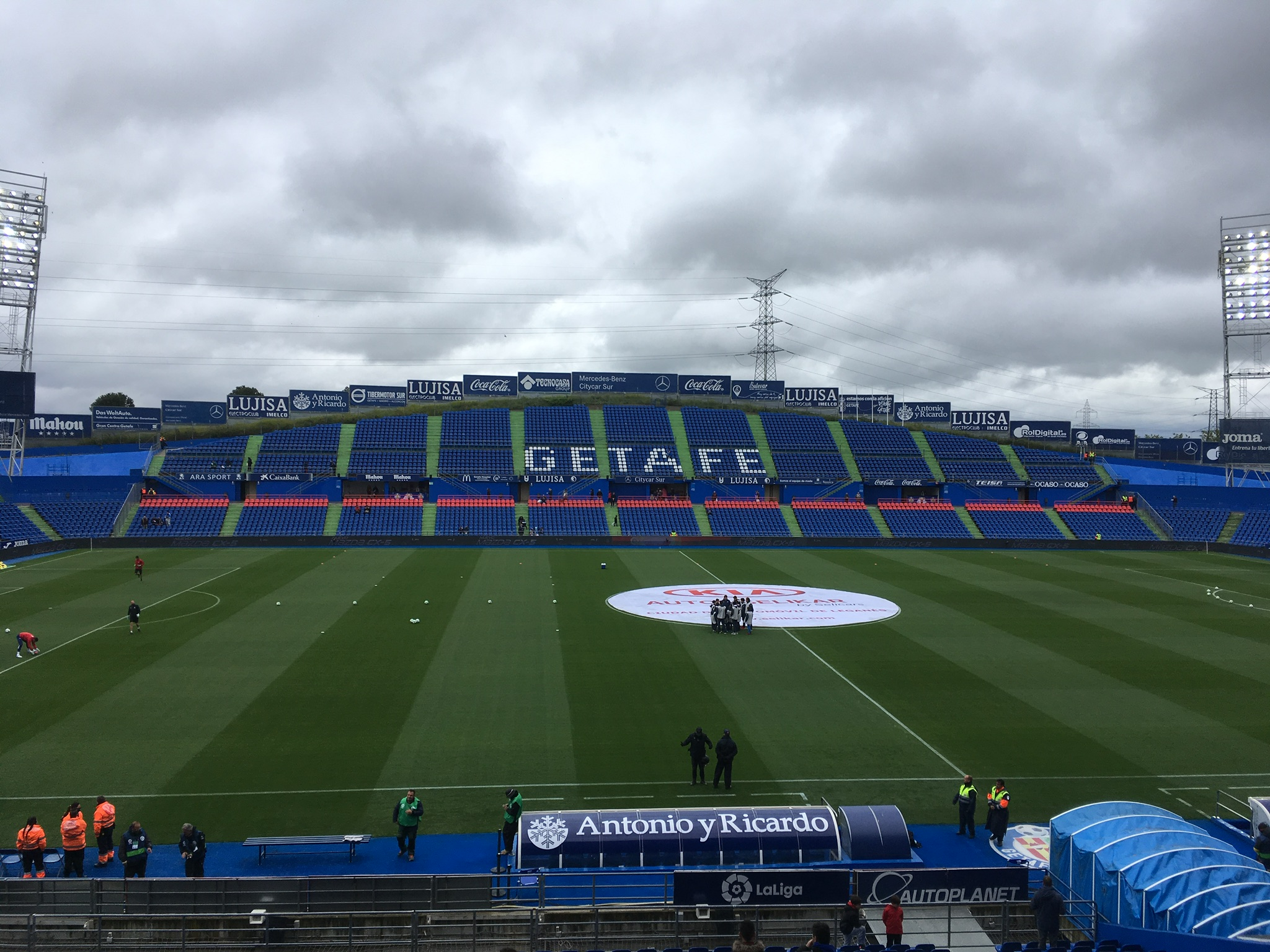
El Club Getafe, institución deportiva importante de España.

- 1983: en Getafe, 13 km al sur de Madrid (España) se funda el Getafe Club de Fútbol, una de las instituciones deportivas más importantes del país europeo.
- 1988: en el estado de Kerala (costa suroeste de la India), el tren Island Express ―que realizaba el viaje de 834 km entre Bangalore y Kanyakumari― descarrila en el puente de Peruman y cae en el lago Ashtamudi, matando a 105 pasajeros e hiriendo a más de 200.
- 1989: en Buenos Aires (Argentina), el político neoliberal Carlos Menem asume la presidencia de la nación. Continuará y completará la obra industricida de la dictadura cívico-militar argentina (1976‑1983).
- 1990: en la Copa Mundial de Fútbol de 1990, la selección de Argentina cae ante la selección de Alemania Federal en la final del mundial.
- 1994: en el estrato TD6 del yacimiento denominado Gran Dolina, en la sierra de Atapuerca (España) se descubren fragmentos del Homo antecessor.
- 1994: en Corea del Norte, Kim Jong‑il (53) se convierte en líder supremo tras la muerte de su padre, Kim il‑Sung.
- 1994: en cabo Cañaveral se lanza el transbordador espacial Columbia en la misión científica internacional STS‑65.
- 1996: en Reino Unido, el grupo británico Spice Girls lanza su primer sencillo, Wannabe.
- 2003: en Malasia se funda la ciudad de Ciberjaya.
- 2003: cerca del aeropuerto de Port Sudan se estrella el vuelo 139 de Sudan Airways durante un intento de aterrizaje de emergencia, matando a 116 de las 117 personas a bordo.
- 2005: en Singapur, el Comité Olímpico Internacional aprueba la exclusión de béisbol y sóftbol de los Juegos Olímpicos de Londres 2012.

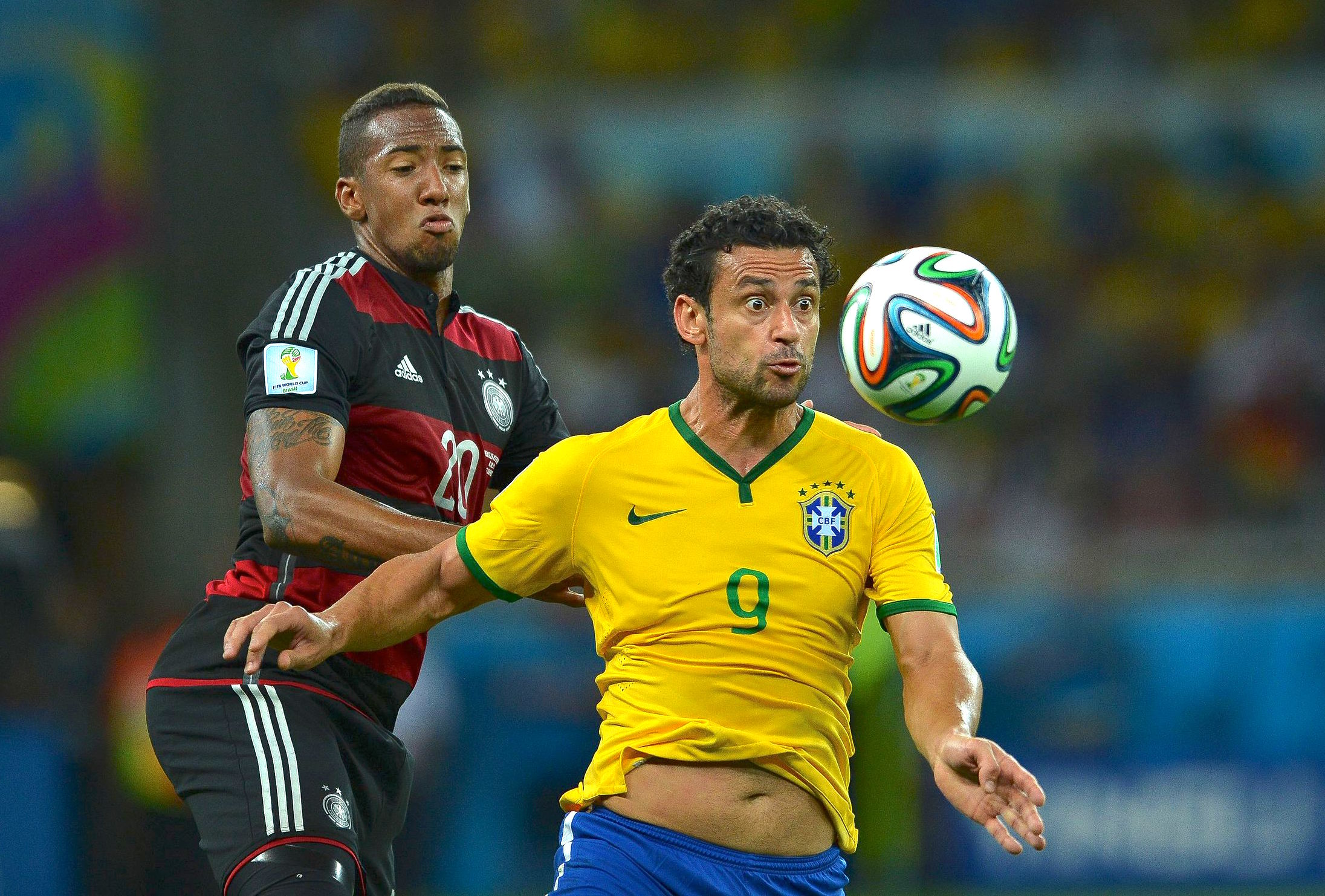
Goleada histórica de Alemania a Brasil en la Copa del Mundo de 2014.

- 2007: en Canadá se estrena la serie animada de televisión Isla del drama, considerada una de las mejores obras animadas de lo que va del siglo XXI.
- 2010: en la Cárcel Municipal de la ciudad de Rocha (Uruguay) se produce un incendio que termina con la vida de 13 reclusos.
- 2011: desde Cabo Cañaveral (estado de Florida) despega el transbordador espacial Atlantis rumbo a la Estación Espacial Internacional, siendo esta la última misión de un transbordador.
- 2014: en la Franja de Gaza (Palestina), el ejército israelí inicia la Operación Margen Protector contra la población civil palestina, la cual venía realizando actos de manifestación en repudio a los asesinatos de Beitunia perpetrados el 15 de mayo por la policía israelí contra dos niños de 16 y 17 años. En la operación Acantilado Poderoso (entre el 8 de julio y el 26 de agosto, los israelíes asesinarán a 2310 hombres, mujeres y niños civiles palestinos.[1]
- 2014: en Nueva York (Estados Unidos), la irlandesa Mairead Maguire y el argentino Adolfo Pérez Esquivel, ambos premios nobel de la paz, junto con un centenar de catedráticos de Estados Unidos y Canadá, ante la negativa de la organización estadounidense de derechos humanos Human Rights Watch, solicitan por segunda vez ―la primera fue el 12 de mayo de 2014― que expulse de su junta directiva a Javier Solana (ex secretario general de la OTAN) y a todas las personas involucradas con la CIA (Agencia Central de Inteligencia) o con el Gobierno de Estados Unidos. Esta segunda carta directamente no fue respondida.[2][3][4]
- 2014: en el sureño distrito de Al Mahfad (Yemen), el ejército encuentra apuntes de un alumno de la banda terrorista islamista Al Qaeda en un campo de entrenamiento abandonado recientemente por el grupo terrorista en las montañas de ese país.[5]
- 2014: en la semifinal del mundial de fútbol, Alemania se clasificó para la final tras golear 7-1 a Brasil, Selección anfitriona del torneo y 5 veces campeona del mundo, causando impacto a nivel internacional y convirtiéndose en uno de los sucesos más importantes en la historia del fútbol. En este partido el jugador alemán Miroslav Klose se convirtió en el máximo goleador de la historia de las copas mundiales al anotar su gol 16.
- 2015: en las ciudades andinas de El Alto y La Paz, el papa Francisco inicia su primera visita a Bolivia.

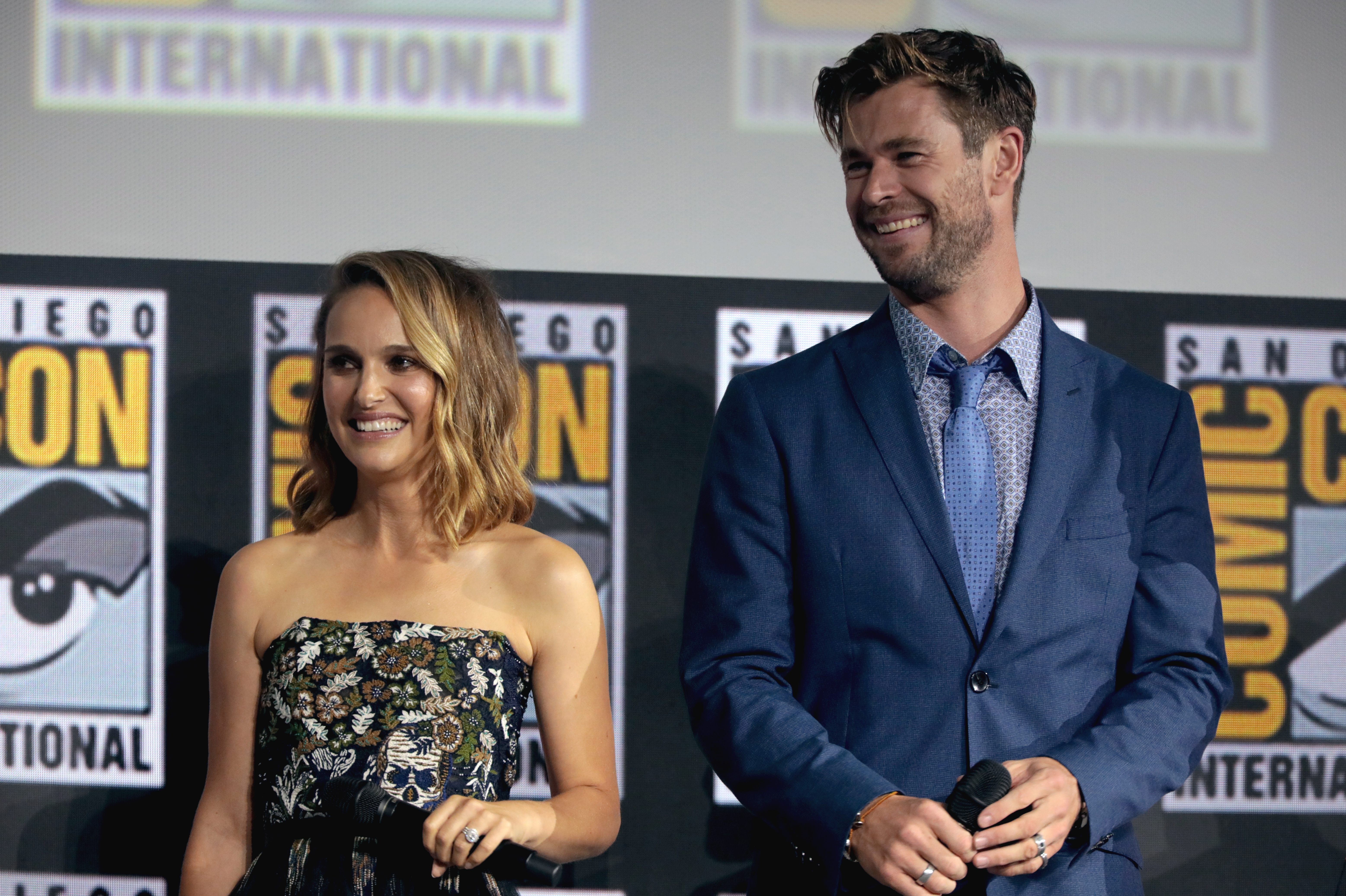
Chris Hemsworth y Natalie Portman presentando Thor Love and Thunder en la San Diego Comic-Con de 2019.

- 2017: en Venezuela, el líder opositor Leopoldo López sale de la cárcel de Ramo Verde bajo arresto domiciliario dictado por el Tribunal Supremo de Justicia.
- 2021: en Caracas (Venezuela) inician los Enfrentamientos en la Cota 905 entre las fuerzas policiales contra las bandas delictivas del Koki (Carlos Luis Revete), el Vampi (Carlos Calderón Martínez) y el Galvis (Garbis Ochoa Ruiz).
- 2022: en Nara (Japón), una víctima de la secta Moon asesina de un tiro por la espalda al ex primer ministro japonés Shinzō Abe, quien durante su mandato promovió esa religión.
- 2022: en Montevideo (Uruguay), la banda de rock El Cuarteto de Nos publica su álbum Lámina once.

## Nacimientos
- 1478: Gian Giorgio Trissino, poeta, humanista, dramaturgo, filólogo y diplomático italiano (f. 1550).
- 1528: Manuel Filiberto, aristócrata saboyano, gobernador de los Países Bajos con Carlos V (f. 1580).
- 1545: Carlos de Austria, aristócrata español (f. 1568).
- 1593: Artemisia Gentileschi, pintora italiana (f. 1654).
- 1604: Heinrich Albert, compositor, organista y poeta alemán (f. 1651).
- 1621: Jean de La Fontaine, poeta francés (f. 1695).
- 1640: Enrique Estuardo, aristócrata británico (f. 1660).
- 1735: Domenico Vandelli, naturista italiano (f. 1816).
- 1766: Dominique-Jean Larrey, cirujano francés (f. 1842).
- 1792: Teresa de Sajonia-Hildburghausen, aristócrata sajona (f. 1854).
- 1805: Luigi Ricci, compositor italiano (f. 1859).
- 1811: Luis González Bravo, escritor y político español (f. 1871).
- 1819: Francis Leopold McClintock, explorador irlandés (f. 1907).
- 1823: Phineas Gage, obrero estadounidense (f. 1860).
- 1830: Alejandra de Sajonia-Altenburgo, aristócrata alemana (f. 1911).
- 1831: John Stith Pemberton, farmacéutico estadounidense, inventor de la Coca-Cola (f. 1888).
- 1836: Joseph Chamberlain, político británico (f. 1914).
- 1838: Ferdinand von Zeppelin, inventor alemán (f. 1917).
- 1839: John D. Rockefeller, empresario y filántropo estadounidense (f. 1937).
- 1851: Arthur Evans, arqueólogo británico (f. 1941).
- 1857: Alfred Binet, psicólogo y pedagogo francés (f. 1911).
- 1866: Benedict Friedlaender, sexólogo y activista alemán (f. 1908).
- 1867: Käthe Kollwitz, escultora alemana (f. 1945).
- 1868: Daniel Salamanca, político boliviano, presidente de Bolivia entre 1931 y 1934 (f. 1935).
- 1868: Vincent McNabb, sacerdote y estudioso irlandés (f. 1943).
- 1881: Cecilio Acosta, fue un escritor venezolano, además de periodista, abogado, filósofo y humanista. (n. 1818).
- 1882: John Anderson, político escocés (f. 1958).
- 1883: Fritz Platten, socialista suizo (f. 1942).
- 1885: Ernst Bloch, filósofo alemán (f. 1977).
- 1885: Hugo Ferdinand Boss, empresario alemán, fundador de la empresa Hugo Boss (f. 1948).
- 1887: Luis Linares Becerra, dramaturgo y periodista español (f. 1931).
- 1888: Deolinda Lopes Vieira, profesora anarcosindicalista y feminista portuguesa (f. 1993).
- 1890: Stanton Macdonald-Wright, pintor estadounidense (f. 1973).
- 1892: Richard Aldington, escritor y poeta británico (f. 1962).
- 1892: Pável Korin, pintor ruso (f.1967).
- 1892: Nikolái Polikárpov, aviador ruso (f. 1944).
- 1893:Carmen Mondragón, (Nahui Olin) pintora y poetisa mexicana (f. 1978).
- 1893: Fritz Perls, médico psiquiatra alemán (f. 1970).
- 1894: Piotr Kapitsa, físico soviético, premio nobel de física en 1978 (f. 1984).
- 1895: Ígor Tam, físico ruso, premio nobel de física en 1958 (f. 1971).
- 1898: Melville Ruick, actor estadounidense (f. 1972).
- 1900: George Antheil, pianista y compositor estadounidense (f. 1959).
- 1901: Carmen Martínez Sancho, matemática y docente española (f. 1995)
- 1904: Henri Cartan, matemático francés (f. 2008).
- 1906: Philip Johnson, arquitecto estadounidense (f. 2005).
- 1907: George Romney, empresario estadounidense (f. 1995).
- 1908: Louis Jordan, saxofonista y cantante estadounidense (f. 1975).
- 1908: Nelson Rockefeller, político estadounidense (f. 1979).
- 1909: José Santiago Crespo, sacerdote español (f. 1978).
- 1912: Maria Wine, traductora, poetisa y escritora sueca de origen danés (f. 2003).
- 1913: Alejandra Soler Gilabert, maestra republicana española (f. 2017)
- 1914: Jyoti Basu, político indio (f. 2010).
- 1914: Billy Eckstine, cantante estadounidense de jazz (f. 1993).
- 1919: Walter Scheel, político alemán (f. 2016).
- 1921: Edgar Morin, filósofo y sociólogo francés.
- 1922: Mariano Medina, meteorólogo español (f. 1994).
- 1923: Manuel Alvar, filólogo español (f. 2001).
- 1923: Harrison Dillard, atleta estadounidense.
- 1923: Antonio Herrero Losada, periodista español (f. 2001).
- 1924: Johnnie Johnson, pianista y músico estadounidense (f. 2005).
- 1924: Anton Schwarzkopf, ingeniero alemán (f. 2001).
- 1925: Marco Cé, cardenal italiano (f. 2014).
- 1926: Elisabeth Kübler-Ross, psiquiatra suizaestadounidense (f. 2004).
- 1926: Juanito Navarro, actor español (f. 2011).
- 1927: Willy De Clercq, político y eurodiputado belga (f. 2011).
- 1928: David Brockhoff, jugador de rugby australiano (f. 2011).
- 1928: Ángel Tulio Zof, entrenador de fútbol argentino (f. 2014).
- 1930: Jerry Vale, cantante y actor estadounidense (f. 2014).
- 1932: Franca Raimondi, cantante italiana (f. 1988).
- 1934: Raquel Correa, periodista chilena (f. 2012).
- 1934: Marty Feldman, escritor, comediante y actor británico (f. 1982).
- 1937: Héctor Noguera, actor de cine, teatro y televisión chileno.
- 1938: Andréi Miagkov, actor soviético y ruso (f. 2021).
- 1939: Juan José Gámez, futbolista y entrenador costarricense (f. 1997).
- 1940: Gerald L. Baliles, político estadounidense (f. 2019).
- 1943: Ricardo Pavoni, futbolista uruguayo.
- 1944: Jeffrey Tambor, actor estadounidense.
- 1945: Micheline Calmy-Rey, política suiza.
- 1947: Luis Fernando Figari, laico católico peruano.
- 1947: Edelmiro Molinari, músico argentino.
- 1947: José Emilio Mitrovich, futbolista argentino-guatemalteco.
- 1951: Anjelica Huston, actriz estadounidense.
- 1952: Jack Lambert, jugador de fútbol americano estadounidense.
- 1953: Eberhard Bosslet, artista alemán.
- 1956: Jean-René Bernaudeau, ciclista francés.
- 1956: Carlos Herrera, periodista español.
- 1957: Carlos Cavazo, guitarrista mexicanoestadounidense.
- 1958: Kevin Bacon, actor estadounidense.
- 1959: Robert Knepper, actor estadounidense.
- 1960: Susanne Schultz-Nielsson, nadadora danesa.
- 1961: Andrew Fletcher, tecladista británico, de la banda Depeche Mode (f. 2022).
- 1962: Joan Osborne, cantante estadounidense.
- 1962: Roberto Pagnin, ciclista italiano.
- 1962: Stefano Colagè, ciclista italiano.
- 1965: Miguel Salazar, político venezolano (f. 2024).
- 1965: Nick Jennings, animador estadounidense.
- 1966: Suzanne Krull, actriz, guionista y productora estadounidense.
- 1968: Michael Weatherly, actor estadounidense.
- 1968: Billy Crudup, actor estadounidense.
- 1969: George Fisher, músico estadounidense, de la banda Cannibal Corpse.
- 1969: Mariano Roger, guitarrista argentino, de la banda Babasónicos.
- 1970: Beck, músico estadounidense.
- 1972: Daniel González Sanz, futbolista español.
- 1972: Gerson Lente, futbolista brasileño.
- 1972: Viorel Moldovan, futbolista y entrenador rumano.
- 1973: Kathleen Robertson, actriz canadiense.
- 1974: Zhanna Friske, cantante y actriz rusa.
- 1974: Dragoslav Jevrić, futbolista montenegrino.
- 1974: Andrejs Štolcers, futbolista letón.
- 1975: Robert Radosz, ciclista polaco.
- 1975: Ole Tobiasen, futbolista danés.
- 1975: Esme López, balonmanista española.
- 1975: Ken Iwase, futbolista japonés.
- 1976: Talal El Karkouri, futbolista marroquí.

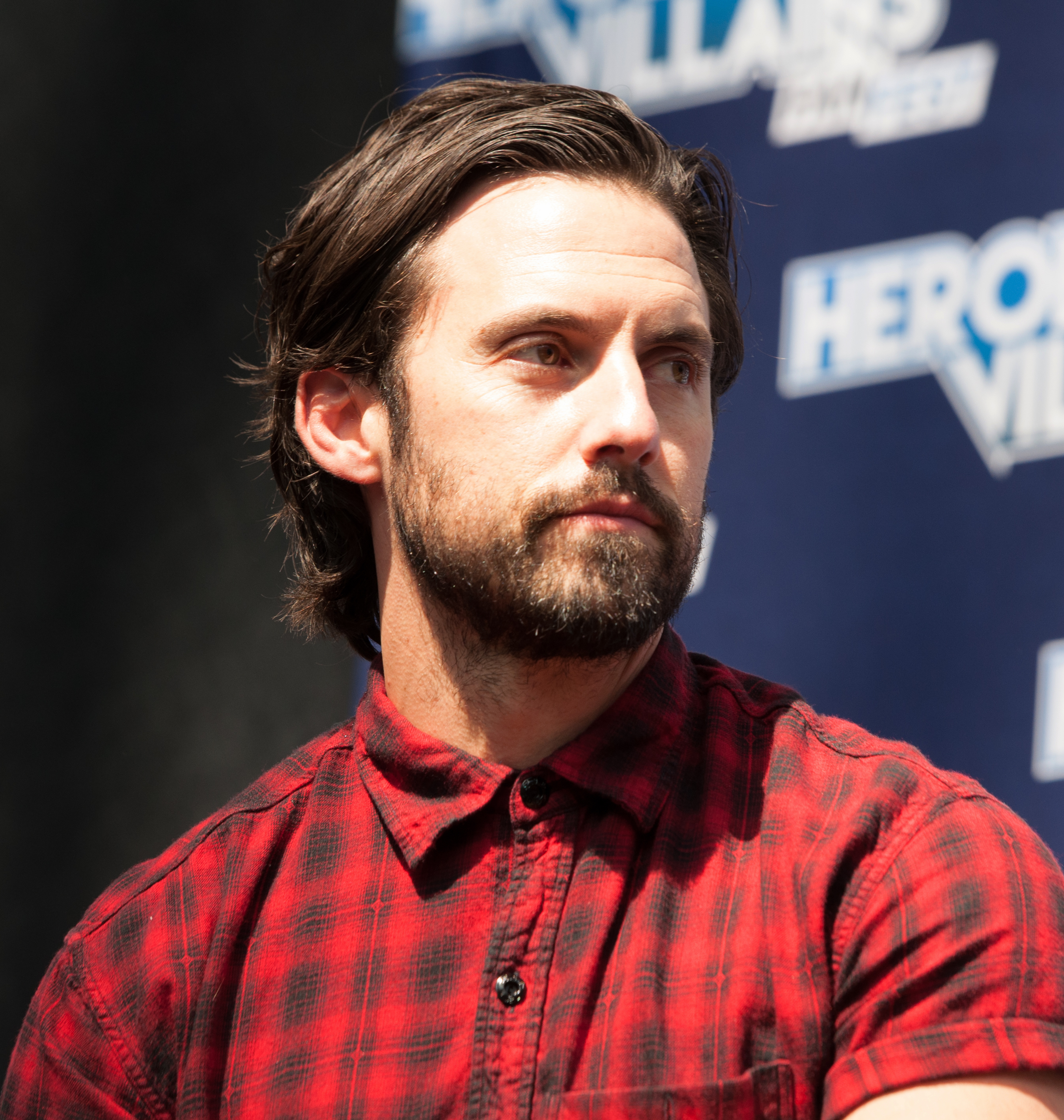
Milo Ventimiglia

- 1976: David Kennedy, músico estadounidense.
- 1976: Grettell Valdez, actriz mexicana.
- 1977: Canco Rodríguez, actor español.
- 1977: Milo Ventimiglia, actor estadounidense.
- 1977: Christian Abbiati, futbolista italiano.
- 1977: Makoto Ikeda, futbolista japonés.
- 1977: Tōru Irie, futbolista japonés.
- 1979: Freeway, rapero estadounidense.
- 1979: Alejandro Moreno, futbolista venezolano.
- 1980: Robbie Keane, futbolista y entrenador irlandés.
- 1980: Saud Kariri, futbolista saudí.
- 1980: Patrice Luzi, futbolista francés.
- 1980: Muhammad Ridwan, futbolista y entrenador indonesio.
- 1981: Anastasía Mýskina, tenista rusa.
- 1981: Keita Suzuki, futbolista japonés.
- 1981: Davy De Fauw, futbolista belga.
- 1981: Kwak Tae-hwi, futbolista surcoreano.
- 1982: Sophia Bush, actriz estadounidense.
- 1982: Hakim Warrick, baloncestista estadounidense.
- 1982: Joshua Alba, actor de cine y televisión estadounidense.
- 1983: Dani Navarro, ciclista español.
- 1983: Antonio Mirante, futbolista italiano.
- 1984: Raimundo Cálix, futbolista hondureño.
- 1985: Jamie Cook, guitarrista estadounidense, de la banda Arctic Monkeys.
- 1985: Jorge Álvarez Maynez, político mexicano.
- 1985: Yūsuke Tasaka, futbolista japonés.
- 1985: Azizbek Haydarov, futbolista uzbeko.
- 1986: Jaime García, beisbolista mexicano.
- 1986: Malik Asselah, futbolista argelino.
- 1986: Andrea Scacco, política ecuatoriana.
- 1986: Manu Barreiro, futbolista español.
- 1986: Jason Hayne, futbolista neozelandés.
- 1987: Pedro Merino, ciclista español.
- 1988: Miki Roqué, futbolista español (f. 2012).
- 1988: Madoka Haji, futbolista japonesa.
- 1988: Jander Ribeiro Santana, futbolista brasileño.
- 1988: Darlin Batista, futbolista dominicano.

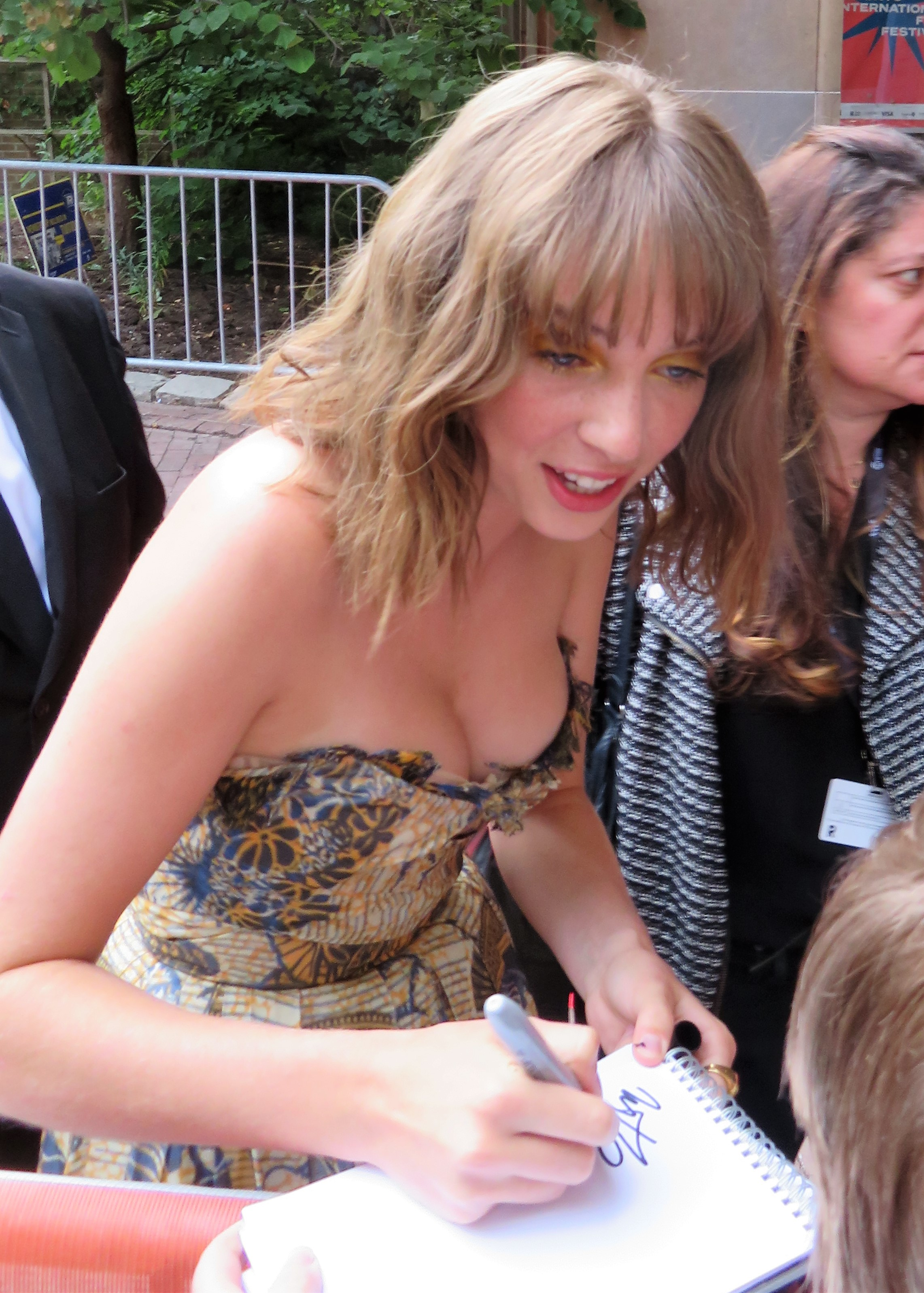
Maya Hawke

- 1989: Stevan Jelovac, baloncestista yugoslavo (f. 2021).
- 1989: Rakim Sanders, baloncestista estadounidense.
- 1989: Dmitri Abakúmov, futbolista ruso.
- 1989: Samoel Cojoc, futbolista rumano.
- 1990: Nicolás Colazo, futbolista argentino.
- 1990: Kevin Trapp, futbolista alemán.
- 1990: Pansa Hemviboon, futbolista tailandés.
- 1991: Jamie Blackley, actor británico.
- 1991: Virgil van Dijk, futbolista neerlandés.
- 1991: Takuro Uehara, futbolista japonés.
- 1991: Leo Ōsaki, futbolista japonés.
- 1991: Sebastián Guenzatti, futbolista uruguayo.
- 1991: Geoffrey Palis, rugbista francés.
- 1992: Son Heung-min, futbolista surcoreano.
- 1992: Ivan Ordets, futbolista ucraniano.
- 1992: Hallur Hansson, futbolista feroés.
- 1992: Francisco Calvo Quesada, futbolista costarricense.
- 1992: Sandi Morris, atleta estadounidense.
- 1992: Miguel Carballo Nieto, remero mexicano.
- 1993: Aimee Kelly, actriz británica.
- 1993: Alex Martins Ferreira, futbolista brasileño.
- 1993: Grant Jerrett, baloncestista estadounidense.
- 1993: Zach Auguste, baloncestista estadounidense.
- 1993: Tatsuya Suzuki, futbolista japonés.
- 1993: Emmanuel David García, futbolista argentino.
- 1993: Juan José Contreras, futbolista chileno.
- 1994: Timothy Sherry, tirador estadounidense.
- 1994: Brayan Valdivia, futbolista chileno.
- 1994: Bahodir Jalolov, boxeador uzbeko.
- 1994: Orlin Quiñonez, futbolista ecuatoriano.
- 1994: Jordan Adams, baloncestista estadounidense.
- 1994: Alejandra Ortega, atleta mexicana.
- 1994: Opa Nguette, futbolista franco-senegalés.
- 1994: Andrew Copp, jugador de hockey sobre hielo estadounidense.
- 1994: Phil Bauhaus, ciclista alemán.
- 1995: Guillermo Donoso Alonso, futbolista español.
- 1995: Marc Cardona, futbolista español.
- 1995: Marek Havlík, futbolista checo.
- 1995: Yuta Imazu, futbolista japonés.
- 1995: Johan Löfberg, baloncestista sueco.
- 1995: Virginia Aymard, judoca gabonesa.
- 1996: Hikaru Nakahara, futbolista japonés.
- 1996: Genki Hirakawa, futbolista japonés.
- 1996: Kaleem Simon, futbolista británico.
- 1996: Yanni Wetzell, baloncestista neozelandés.
- 1996: Haydn Fleury, jugador de hockey sobre hielo canadiense.
- 1996: Marlon Humphrey, atleta y jugador de fútbol americano estadounidense.
- 1997: David Brooks, futbolista inglés.
- 1997: Rico Henry, futbolista inglés.
- 1997: Alexandru Cicâldău, futbolista rumano.
- 1997: Leonardo Totè, baloncestista italiano.
- 1997: Wataru Inuzuka, atleta japonés.
- 1997: Jochem Dobber, atleta neerlandés.
- 1997: Marina Martín Moreno, balonmanista española.
- 1997: Théo Millet, rugbista francés.
- 1997: Kevin Inkelaar, ciclista neerlandés.
- 1997: Peni Matawalu, rugbista fiyiano.
- 1997: Anetra, drag queen estadounidense.
- 1998: Maya Hawke, actriz estadounidense.
- 1998: Jaden Smith, actor, bailarín y rapero estadounidense.
- 1998: Diego Faccioli, futbolista italiano.
- 1998: Dani Martín Fernández, futbolista español.
- 1998: Jakara Anthony, esquiadora acrobática australiana.
- 1998: Mouhamadou Gueye, baloncestista estadounidense.
- 1998: Saeed Juma, futbolista emiratí.
- 1999: Enrico Brignola, futbolista italiano.
- 1999: Sergi Cardona, futbolista español.
- 1999: Zahra Sheidai, taekwondista iraní.
- 1999: Erik Sorga, futbolista estonio.
- 1999: Ashton Hagans, baloncestista estadounidense.
- 1999: Viktor Brandt, biatleta sueco.
- 1999: McCartney Kessler, tenista estadounidense.
- 1999: Reid Detmers, beisbolista estadounidense.
- 2000: Elías López, futbolista argentino.
- 2000: Anna-Lena Stolze, futbolista alemana.
- 2000: Rin Miyaji, luchadora japonesa.
- 2000: Curran Phillips, gimnasta artístico estadounidense.
- 2000: Jaelyn Duncan, jugador de fútbol americano estadounidense.
- 2000: Yulduz Hashimi, ciclista afgana.
- 2000: Amir Saipi, futbolista suizo-kosovar.
- 2001: Benjamin Nygren, futbolista sueco.
- 2002: Jake Sanderson, jugador de hockey sobre hielo estadounidense.
- 2002: Olga Badelka, ajedrecista bielorrusa.
- 2003: Diby Keita, futbolista español.
- 2003: David González Torres, futbolista argentino.
- 2005: Noah Sahsah, futbolista danés.
- 2006: James Wharton, piloto de automovilismo australiano.
- 2006: Mattia Mannini, futbolista italiano.
- 2006: Marcelo Torrez, futbolista boliviano.

## Fallecimientos
- 810: Pipino de Italia, rey italiano (n. 773).
- 975: Edgar el Pacífico, rey inglés (n. 943).
- 1153: Eugenio III, papa italiano (n.?).
- 1390: Alberto de Sajonia, filósofo y científico alemán (n. 1316).
- 1538: Diego de Almagro, conquistador y explorador español (n. 1475).
- 1623: Gregorio XV, papa italiano (n. 1554).
- 1695: Christiaan Huygens, astrónomo, físico y matemático neerlandés (n. 1629).
- 1726: Antonio Maria Bononcini, compositor italiano (n. 1677).
- 1784: Torbern Olof Bergman, químico sueco (n. 1735).
- 1809: Thomas Paine, pensador, revolucionario, ilustrado y liberal británico (n. 1737).
- 1822: Percy Bysshe Shelley, poeta británico (n. 1792).
- 1850: Adolfo de Cambridge, aristócrata británico (n. 1774).
- 1850: Adolfo de Cambridge, rey alemán (n. 1774).
- 1855: William Edward Parry, almirante británico y explorador del Ártico (n. 1790).
- 1859: Óscar I, rey sueco (n. 1799).
- 1867: Santiago Vidaurri, militar y político mexicano (n. 1809).
- 1873: Franz Xaver Winterhalter, pintor y litógrafo alemán (n. 1805).
- 1895: Johann Josef Loschmidt, químico y físico austríaco (n. 1821).
- 1913: Louis Hémon, escritor franco-canadiense (n. 1880).
- 1917: Tom Thomson, pintor canadiense (n. 1877).
- 1930: Joseph Ward, político y primer ministro neozelandés (n. 1856).
- 1933: Anthony Hope, escritor británico (n. 1863).
- 1934: Benjamin Baillaud, astrónomo francés (n. 1848).
- 1936: Thomas Meighan, actor estadounidense (n. 1879).
- 1939: Havelock Ellis, sexólogo, médico y activista social británico (n. 1859).
- 1942: Louis Franchet d’Espèrey, militar francés (n. 1856).
- 1943: Guillermo Valencia, fue un poeta, político y diplomático colombiano, miembro del Partido Conservador Colombiano. (n. 1873).
- 1943: Jean Moulin, militar francés (n. 1899).
- 1948: Bruno H. Bürgel, escritor y astrónomo alemán (n. 1875).
- 1951ː Vasili Riazánov, aviador militar soviético y Héroe de la Unión Soviética (n. 1901).
- 1956: Giovanni Papini, escritor italiano (n. 1881).
- 1957: Grace Coolidge, primera dama de los Estados Unidos (n. 1879).
- 1967: Vivien Leigh, actriz británica (n. 1913).
- 1969: Filipp Oktyabrsky, almirante soviético (n. 1899).
- 1971: Charlie Shavers, trompetista, cantante y compositor estadounidense (n. 1917).
- 1972: Francis Camps, patólogo británico (n. 1905).
- 1975: Lennart Skoglund, futbolista sueco (n. 1929).
- 1979: Shin'ichirō Tomonaga, físico teórico japonés, premio Nobel de física en 1965 (n. 1906).
- 1979: Robert Burns Woodward, químico estadounidense, premio nobel de química en 1965 (n. 1917).
- 1983: José de Jesús Tirado y Pedraza, obispo mexicano, 9° arzobispo de Monterrey (n. 1908).
- 1984: Brassaï, fotógrafo francés (n. 1899).
- 1984: Claudio Sánchez-Albornoz, historiador español (n. 1893).
- 1985: Phil Foster, actor estadounidense (n. 1913).
- 1985: Jean-Paul Le Chanois, director de cine y teatro francés (n. 1909).
- 1986: Adolfo Linvel, actor argentino (n. 1911).
- 1987: Gerardo Diego, poeta español (n. 1896).
- 1990: Howard Duff, actor estadounidense (n. 1913).
- 1991: James Franciscus, actor estadounidense (n. 1934).
- 1993: Henry Hazlitt, filósofo estadounidense (n. 1894).
- 1994: Christian-Jaque, cineasta francés (n.1904).
- 1994: Kim Il-sung, dictador norcoreano (n. 1912).
- 1994: Dick Sargent, actor estadounidense (n. 1930).
- 1995: Julián Murguía, escritor, periodista, editor, político e ingeniero agrónomo uruguayo (n. 1930).
- 1996: Irene Prador, actriz, escritora y cantante austríaca (n. 1911).
- 1999: Ángel L. Cabrera, botánico hispano-argentino (n. 1908).
- 1999: José Antonio Casanova, beisbolista y entrenador venezolano (n. 1918).
- 1999: Charles Conrad, astronauta estadounidense (n. 1930).
- 2000: FM-2030 (Fereydun M. Esfandiary), filósofo iraní (n. 1930).
- 2002: Ward Kimball, animador de Walt Disney Studios y trombonista de jazz (n. 1917).
- 2002: Julio Catania, bajo operístico español, especializado en oratorios (n. 1921).
- 2003: Ladan y Laleh Bijani, siamesas iraníes que fallecieron durante la operación de separación (n. 1974).
- 2006: June Allyson, actriz estadounidense (n. 1917).
- 2006: Ana María Campoy, actriz argentina (n. 1925).
- 2006: Sabine Dünser, cantante liechtensteiniense, de la banda Elis (n. 1977).
- 2008: Sixto Ríos, matemático español (n. 1913).
- 2010: Rafael Matallana, compositor y cantante peruano de música criolla (n. 1930).
- 2010: Patrick Rice, sacerdote y activista irlandés (n. 1945).
- 2010: Juan Carlos Rousselot, periodista, presentador de radio y televisión y político argentino (n. 1935).
- 2010: Melvin Turpin, jugador de baloncesto estadounidense (n. 1960).
- 2011: Gerardo Antón, político español antifranquista (n. 1917).
- 2011: Roberts Blossom, actor y poeta estadounidense (n. 1924).
- 2011: Betty Ford, primera dama estadounidense (n. 1918).
- 2011: Adolfo Sánchez Vázquez, filósofo y escritor mexicano (n. 1915).
- 2011: Miriam Sucre, actriz argentina (n. 1920).
- 2012: Ernest Borgnine, actor estadounidense de origen italiano (n. 1917).
- 2013: Joaquín Piña, jesuita y obispo hispanoargentino (n. 1930).
- 2015: James Tate, poeta estadounidense (n. 1943).
- 2017: Nelsan Ellis, actor estadounidense (n. 1977).
- 2018: Robert D. Ray, abogado y político estadounidense (n. 1928).
- 2018: Tab Hunter, actor y cantante estadounidense  (n. 1931).
- 2018: Frank Ramsey, baloncesista estadounidense  (n. 1931).
- 2020: Wayne Mixson, político estadounidense (n. 1922).
- 2020: Amadou Gon Coulibaly, político marfileño (n. 1959).
- 2020: Naya Rivera, actriz, modelo y cantante estadounidense (n. 1987)

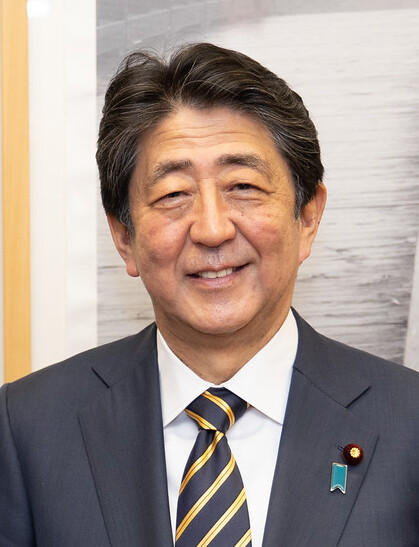
Shinzō Abe

Luis Echeverría Álvarez

- 2022: Shinzō Abe, político japonés, primer ministro de Japón entre 2006-2007 y 2012-2020 (n. 1954).
- 2022: José Eduardo dos Santos, político angoleño, presidente de Angola entre 1979 y 2017 (n. 1942).
- 2022: Luis Echeverría Álvarez, político mexicano, presidente de México entre 1970 y 1976 (n. 1922).
- 2022: Tony Sirico, actor estadounidense (n. 1942).
- 2023: Gloria Mange, actriz mexicana (n. 1931).
- 2024: Tony Voce, jugador de hockey sobre hielo estadounidense (n. 1980).

## Celebraciones
Día Mundial de la Alergia.Declarado por la Organización Mundial de la Alergia para concientizar sobre la importancia de la prevención de enfermedades alérgicas, así como de la búsqueda de tratamientos que mejoren la calidad de vida de quienes las padecen. Se calcula que el 20% de la población mundial sufre algún tipo de alergia.
 Por países
(Por orden alfabético)
- Ucrania:
  - Día de las Fuerzas de Defensa Aérea.
(en inglés: Air Defence Forces Day).

### Santoral católico
- Santos monjes abrahamitas
- San Adriano III
- San Áquila
- San Auspicio de Toul
- San Disibodo de Renania
- Santa Priscila
- San Procopio
- San Quiliano de Herbipoli
- Beato Eugenio III
- San Bruno Ladner